# Самый лучший в мире Карлсон
Са́мый лу́чший в ми́ре Ка́рлсон (швед. Världens bästa Karlsson) — шведский детский фильм, снятый режиссёром Улле Хелльбумом по мотивам книги Астрид Линдгрен. Премьера в Швеции состоялась 2 декабря 1974 года. В СССР впервые показан в 1980 году.
Позже была выпущена телевизионная версия фильма (под именем «Карлсон, который живёт на крыше»), состоявшая из 4 серий и включавшая эпизоды, не вошедшие в кинофильм. Первый показ этой версии в России состоялся на телеканале Культура в 2004 году.

## Сюжет
Семилетний мальчик Сванте Свантессон, которого все называют Малышом, живёт в шведском городе со своей семьёй и мечтает о собаке. Однажды он видит в окне Карлсона, толстого человечка с позволяющим летать пропеллером на спине. Карлсон сообщает, что живёт в маленьком домике на крыше. Между Малышом и Карлсоном возникает дружба, всё время осложняемая проделками Карлсона, за которые всегда приходится отвечать малышу, ведь Карлсон улетает всякий раз, когда кто-то из взрослых заходит в комнату. В конце фильма члены семьи Малыша всё-таки встречают Карлсона, но решают никому об этом не говорить, чтобы не поднимать шума в газетах.

## В ролях
| Актёр               | Роль                          |
| ------------------- | ----------------------------- |
| Ларс Сёдердаль      | Малыш                         |
| Матс Викстрём       | Карлсон (озвучивал Ян Нюгрен) |
| Катрин Вестерлунд   | мама                          |
| Стиг Оссиан Эриксон | папа                          |
| Стаффан Халлерстам  | брат Малыша Боссе             |
| Бритт Мари Несхольм | сестра Малыша Бетан           |
| Нильс Лагергрен     | друг Малыша Кристер           |
| Мария Селандер      | подруга Малыша Гунилла        |
| Лоффе Карлссон      | жулик Филле                   |
| Гёста Веливора      | жулик Рулле                   |